# Shanice van de Sanden
Shanice Janice van de Sanden (Utrecht, Países Bajos; 2 de octubre de 1992) es una futbolista neerlandesa de origen surinamés. Juega como delantera en el Deportivo Toluca F.C. de la Liga MX Femenil de México. Es internacional con la selección de los Países Bajos.

## Títulos

### Campeonatos nacionales
| Club                   | País         | Año             |
| ---------------------- | ------------ | --------------- |
| FC Utrecht             | Países Bajos | 2008 - 2010     |
| SC Heerenveen          | Países Bajos | 2010 - 2011     |
| FC Twente              | Países Bajos | 2011 - 2016     |
| Liverpool              | Inglaterra   | 2016 - 2018     |
| Lyon                   | Francia      | 2018 - 2020     |
| VfL Wolfsburgo         | Alemania     | 2020 - 2022     |
| Liverpool              | Inglaterra   | 2022 - 2024     |
| Club de Fútbol Pachuca | México       | 2024-2024       |
| Deportivo Toluca F.C.  | México       | 2025 - presente |

| Título                   | Club       | País         | Año     |
| ------------------------ | ---------- | ------------ | ------- |
| Copa de los Países Bajos | FC Utrecht | Países Bajos | 2009-10 |
| Liga BeNe                | FC Twente  | Países Bajos | 2012-13 |
| Liga BeNe                | FC Twente  | Países Bajos | 2013-14 |
| Copa de los Países Bajos | FC Twente  | Países Bajos | 2014-15 |
| Eredivisie               | FC Twente  | Países Bajos | 2015-16 |

### Campeonatos internacionales
| Título            | Equipo            | Sede         | Año     |
| ----------------- | ----------------- | ------------ | ------- |
| Eurocopa Femenina | Países Bajos      | Países Bajos | 2017    |
| Copa Algarve      | Países Bajos      | Portugal     | 2018    |
| Liga de Campeones | Lyon              | Francia      | 2017-18 |
| Liga de Campeones | Olympique de Lyon | Hungría      | 2018-19 |